# Kenny Drew junior
Kenny Drew junior (* 14. Juni 1958 in New York City; † 3. August 2014) war ein US-amerikanischer klassischer und Jazzpianist.

## Leben und Wirken
Er war der Sohn des Jazz-Pianisten Kenny Drew, zählte ihn aber nicht zu seinen Einflüssen, da er bei seiner Tante und seinen Großeltern aufwuchs, wo er, wie von seiner Mutter, als Kind klassischen Klavierunterricht erhielt. Als Teenager spielte er in Clubs, vornehmlich Rhythm and Blues. Er sagte, Jazz spielten sie immer erst, wenn fast keiner mehr da war. Er wechselte dann aber ganz zum Jazz. Sein Aufnahmedebüt 1987 hatte er beim japanischen Jazz City Label mit dem Bassisten Charnett Moffett. Weitere Aufnahmen für die Labels Antilles, Concord und Claves folgten bald bis 1994.
Er trat mit Musikern wie Stanley Jordan auf, war Mitglied der Band Out of the Blue, weiter mit Stanley Turrentine, Slide Hampton and the Jazz Masters, der Mingus Big Band (Gunslinging Birds 1994), Steve Grossman, Yoshiaki Masuo, Eddie Gomez, Sadao Watanabe, Smokey Robinson, Frank Morgan und Daniel Schnyder und gewann 1990 die Great American Jazz Piano Competition in Jacksonville. Er leitete einige Jazzfestivals, u. a. das Kyoto Jazz Festival, das Clearwater Jazz Festival und das Newark Jazz Festival.
Daneben wandte er sich in späterer Zeit wieder verstärkt der klassischen Musik zu. Beim Barossa Music Festival in Australien 1996 und 1997 trat er sowohl mit Jazz- als auch mit klassischer Musik auf. Er schloss sich Daniel Schnyders Klassik- und Kammerjazz-Trio (mit Dave Taylor) an, mit dem er mehrere Kompositionen Schnyders einspielte. 2000 führte er mit dem Milwaukee Symphony Orchestra unter Andreas Delfs ein Klavierkonzert von Mozart auf und spielte beim Internationalen Bachwettbewerb in Leipzig mit Daniel Schnyder und David Taylor Werke von Bach. 2001 trat er mit dem Norrlands Opera Orchestra unter Leitung von Krystian Jarvi mit Schnyders Klavierkonzert auf.
Er arbeitete weiterhin mit Jazzmusikern wie Steve Turre, Jack Walrath, David Sánchez, Jack Wilkins, Michael Mossman, Ronnie Cuber, Steve Slagle, Marlena Shaw, Jon Faddis, Slide Hampton, Jimmy Heath, Butch Miles (Straight on Till Morning, 2003) und Charles Mingus und spielte mehr als zwanzig Alben als Bandleader oder Solist ein. 
Drew war in den letzten Jahren seines Lebens an Diabetes  mellitus erkrankt; ihm musste ein Zeh amputiert werden.

## Diskographische Hinweise
- Kenny Drew Jr. (Antilles, 1991) mit Ralph Moore, Wallace Roney, Christian McBride, Winard Harper, George Mraz und Al Foster
- Secrets (TCB, 1998) mit Lynn Seaton und Marvin Smitty Smith
- Live at the Montreux Jazz Festival '99 (TCB, 1999) solo
- Winter Flower (Milestone, 1999) mit Lynn Seaton und Tony Jefferson
- Rememberence (TCB, 2001) mit Santi Debriano, Tony Jefferson, Stefon Harris und Wallace Roney
- Another Point of View (Tokuma, 2002) mit Eddie Gomez und Bill Stewart